# 篠崎インターチェンジ

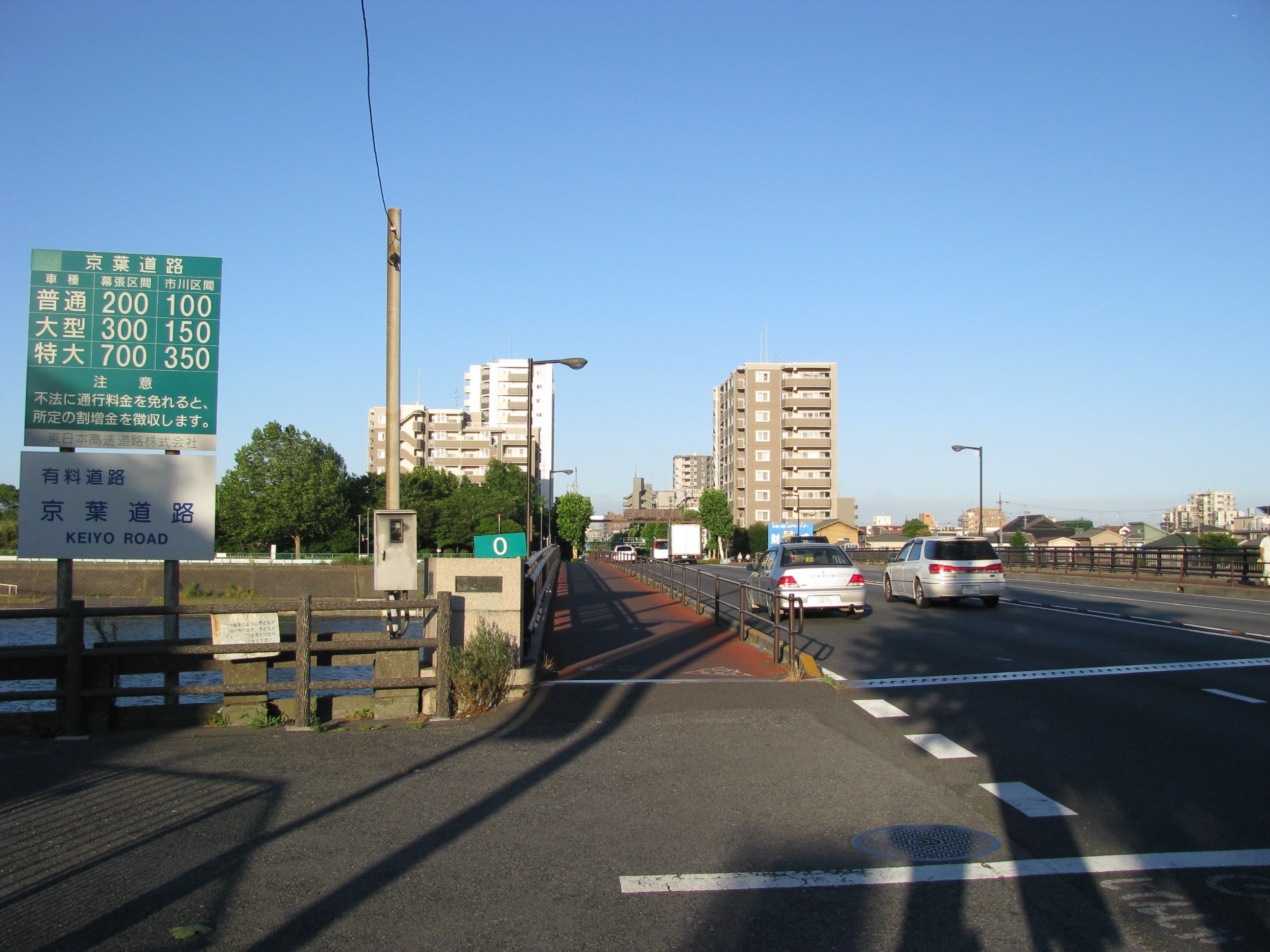
一之江橋西詰にある標識と0キロポスト（2011年7月17日）

篠崎インターチェンジ（しのざきインターチェンジ）は、東京都江戸川区篠崎町にある京葉道路のインターチェンジ。千葉方面の出入口のみ設置されているハーフインターチェンジである。京葉道路で唯一、東京都内にあるインターチェンジである。

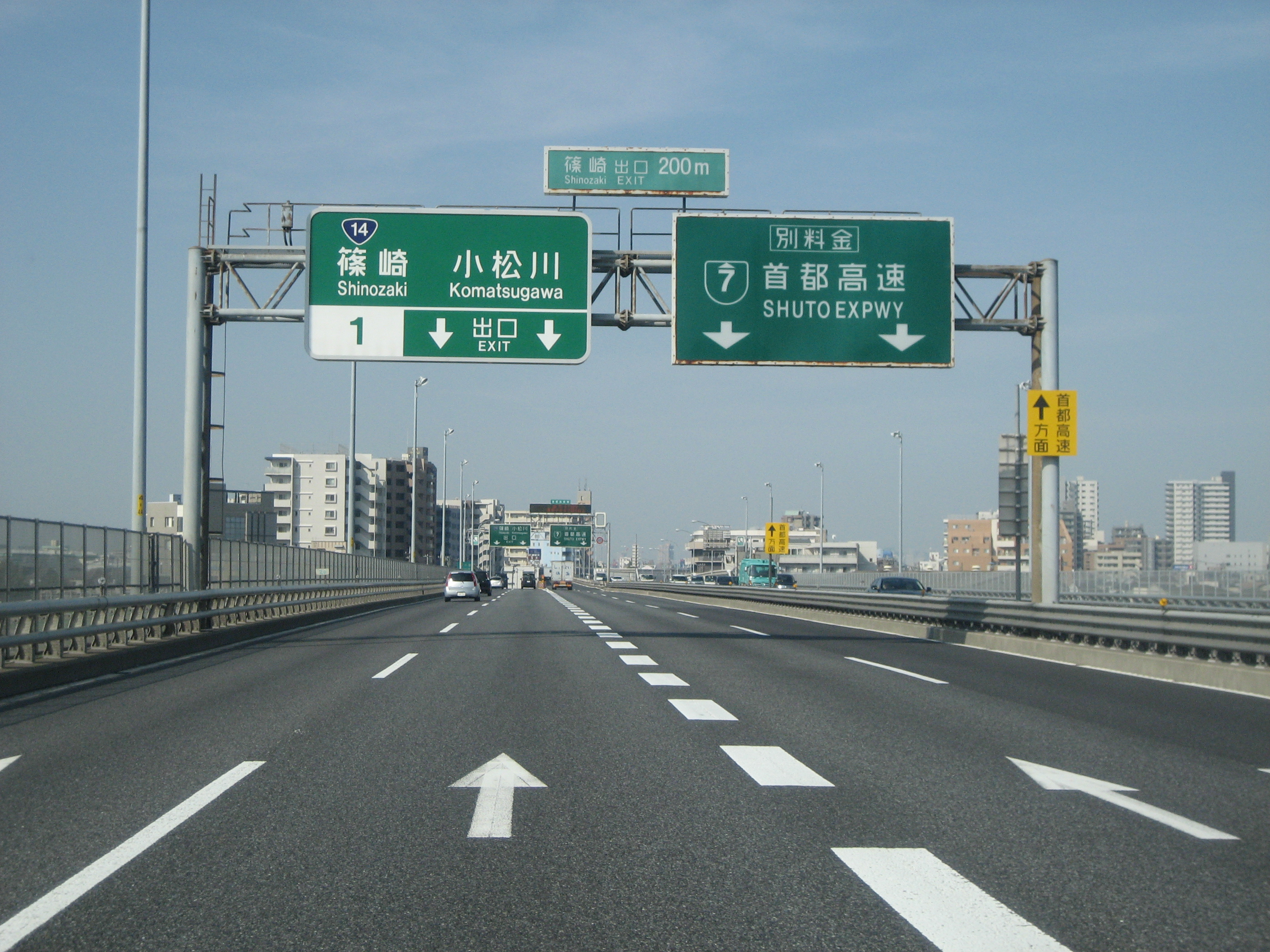
出口付近

東京と千葉を結ぶ国道14号である京葉道路の一般道路区間と有料道路（自動車専用道路）区間の境界にあたるインターチェンジであり、京葉口（けいようぐち）とも呼ばれる。そして、一般区間下り → 有料区間下り、および、有料区間上り → 一般区間上りの連絡をしている。
なお、京葉道路の正式な起点は、ここより2.3 km西にある一之江橋の西詰となっており、東日本高速道路がこの一之江橋までの一般道路区間も管理している。また、0キロポストは一之江橋西詰と、ここより1.1 km西の首都高速7号小松川線接続点（谷河内接続点。首都高のETCフリーフローアンテナを設置）の2か所に存在し、当ICからは一之江橋起点のキロポストが続いている。
京葉道路有料道路区間の実質的な起点となっているが、当IC - 京葉JCT・京葉市川IC間は料金所が設置されておらず、料金徴収は行われていない。

## 接続する道路
- E14 京葉道路（1番）
- 国道14号

## 周辺
- 都営新宿線 篠崎駅

## 隣
E14 京葉道路
（首都高速7号小松川線：(705)一之江出入口） - (1)篠崎IC - (1-1)京葉JCT - (2)京葉市川IC